# 帰らない日々
『帰らない日々』（原題：Reservation Road）は、2007年制作のアメリカ合衆国のサスペンス映画。
ジョン・バーナム・シュワルツ原作の小説をテリー・ジョージが監督し映画化。脚本は2人の共同執筆。

## あらすじ
舞台はコネチカット州の小さな町。大学教授のイーサン・ラーナーは妻グレースと10歳の息子ジョシュ、8歳の娘エマと幸せに暮らしていた。
だがある日、一家に突然不幸が訪れる。外出先から帰る途中、立ち寄ったリザベーション通りのガソリンスタンドでジョシュが猛スピードで走ってきた車にはねられて死んでしまったのだ。しかも、はねた車はそのまま逃走してしまった。
1週間後、警察の捜査が進展しない事に苛立ったイーサンは町に1つだけの弁護士事務所を訪れ、ドワイト・アルノー弁護士に調査を依頼する。だが、そのドワイトこそが息子をひき逃げした犯人であった。

## スタッフ
- 監督：テリー・ジョージ
- 製作：A・キットマン・ホー、ニック・ウェクスラー
- 脚本：テリー・ジョージ、ジョン・バーナム・シュワルツ
- 原作：ジョン・バーナム・シュワルツ
- 製作総指揮：ディーン・M・リーヴィット、ジーナ・レズニック
- 撮影：ジョン・リンドリー
- 音楽：マーク・アイシャム

## キャスト
※括弧内は日本語吹き替え
- イーサン・ラーナー - ホアキン・フェニックス（大塚明夫）
- ドワイト・アルノー - マーク・ラファロ（井上和彦）
- グレース・ラーナー - ジェニファー・コネリー（田中敦子）
- ルース・ウェルドン - ミラ・ソルヴィノ（岡寛恵）
- エマ・ラーナー - エル・ファニング（大前茜）
- ルーカス・アルノー - エディ・アルダーソン（新井海人）
- ジョシュ・ラーナー - ショーン・カーリー（小池いずみ）